# Alaina Huffman
Pour les articles homonymes, voir Huffman.
Alaina Huffman est une actrice canadienne connue notamment pour le rôle de Tamara Johansen dans la série télévisée Stargate Universe.

## Biographie
Huffman est née à Vancouver, en Colombie-Britannique, au Canada sous le nom d'Alaina Kalanj. À l'âge de 13 ans, Huffman a participé à sa première audition pour un pilote de la chaîne familiale Fox. Malgré la concurrence, le rôle principal lui a été offert. Cependant, Huffman devint mannequin et participa à des défilés de haute couture en Europe et au Japon durant les années suivantes.
Lorsque ses parents ont déménagé à Dallas, elle a eu l’opportunité de vivre aux États-Unis et de s’inscrire à l’université, abandonnant le mannequinat. Pendant ses études, elle a joué des rôles dans une série de films indépendants. Finalement, elle a déménagé à Los Angeles, où elle a ajouté des rôles télévisés à son CV.
Alaina a quatre enfants avec son ex-mari John Huffman (2003-2016) : ses fils Elijah et Lincoln et ses filles Hanna et Charley-Jane. Charley-Jane est née le 8 décembre 2009. Cette dernière grossesse a coïncidé avec la première saison de Stargate Universe et a été inscrite dans le scénario. Le 16 août 2011, elle a annoncé sur Twitter qu'elle allait avoir un quatrième enfant en décembre 2011. Elle a ensuite annoncé sur Twitter qu'elle avait donné naissance à un garçon du nom de Lincoln, le 15 décembre 2011.

## Filmographie
| Année | Titre                                     | Rôle                     | Notes                                            |
| ----- | ----------------------------------------- | ------------------------ | ------------------------------------------------ |
| 2001  | Indefinitely                              | Cherry                   |                                                  |
| 2001  | Pendulum                                  | Terry Weiss              |                                                  |
| 2002  | Dawson                                    | Rina, the Hot Girl       | Épisode: Le cinéma, c'est pas paradisio          |
| 2002  | Au service de Sara                        | Spa Receptionist         |                                                  |
| 2003  | Screen Door Jesus                         | Sharon Beaudry           |                                                  |
| 2003  | Still                                     | Mary                     |                                                  |
| 2003  | Quiet Desperation                         | Helen Calloway           |                                                  |
| 2003  | Tru Calling                               | Paige Saunders           | Épisode: L'expérience interdite                  |
| 2004  | Night Dawn Day                            | Woman                    |                                                  |
| 2004  | With It                                   | Mafia Girlfriend         |                                                  |
| 2004  | The Gunman                                | Lori Simms               |                                                  |
| 2004  | NIH : Alertes médicales                   | Estella                  | Épisode: Vacances mortelles                      |
| 2005  | Standing Still                            | Maria                    |                                                  |
| 2006  | Dog Lover's Symphony                      | Susan                    |                                                  |
| 2007  | Painkiller Jane                           | Maureen Bowers           |                                                  |
| 2007  | NCIS                                      | Dana Arnett              | Épisode: Leap of Faith                           |
| 2007  | Smallville                                | Dinah Lance/Black Canary | Épisode: Le cri / siren                          |
| 2008  | The Treasure of Ugarit                    | Lena Halstrom            | Mini-série télévisée                             |
| 2008  | Smallville                                | Dinah Lance/Black Canary | Épisode: L'Odyssée / Odyssey                     |
| 2008  | Les Experts : Manhattan                   | Lori Winston             | Épisode: La boîte                                |
| 2008  | Les Experts : Miami                       | Cassandra Gray           | Épisode: Tous les coups sont permis              |
| 2008  | An American Carol                         | Célébrité #1             |                                                  |
| 2009  | Broken August                             | August King              |                                                  |
| 2009  | Stargate Universe                         | Tamara Johansen          | Distribution principale                          |
| 2009  | Lushes                                    | Fausse Charlize Theron   |                                                  |
| 2009  | Smallville                                | Dinah Lance/Black Canary | Épisode: Le jugement dernier / Doomsday          |
| 2010  | Broken August                             | August King              |                                                  |
| 2010  | Stargate Universe                         | Tamara Johansen          | Distribution principale                          |
| 2010  | Smallville                                | Dinah Lance/Black Canary | Épisode: La bague au doigt / Icarus              |
| 2011  | Smallville                                | Dinah Lance/Black Canary | Épisode: Avatars / Collateral                    |
| 2013  | Supernatural                              | Abaddon/Josie Sands      | Épisode: As time goes by / Clip Show / Sacrifice |
| 2013  | Un million de raisons (This Magic Moment) | Emily McIntyre           | Téléfilm                                         |
| 2019  | The Perfection                            | Paloma                   |                                                  |
| 2020  | Les 100                                   | Nikki                    | Rôle récurrent                                   |

- 2024 : Waltzing with Brando de Bill Fishman